# Coelioxys bonaerensis
Coelioxys bonaerensis är en biart som beskrevs av Holmberg 1887. Coelioxys bonaerensis ingår i släktet kägelbin, och familjen buksamlarbin. Inga underarter finns listade i Catalogue of Life.